# Jesús Torrealba
Jesús Alberto Torrealba Rodríguez (ur. 18 maja 1958 w Caracas) – znany również jako "Chuo Torrealba", wenezuelski polityk i dziennikarz. Sekretarz Generalny Koalicji na rzecz Jedności Demokratycznej od 24 września 2014 do 17 lutego 2017 roku.

## Życiorys
Do 1974 Torrealba działał w Komunistycznej Partii Wenezueli (PCV). W 1980 roku został nauczycielem po ukończeniu Instytutu Pedagogiki w Caracas (IPC) oraz dziennikarzem po ukończeniu edukacji na Centralnym Uniwersytecie  Wenezueli (UCV). W 2000 roku założył stowarzyszenie obywatelskie "Radar Slamsów". W latach 2007–2013 prowadził własny program telewizyjny w Globovisión. W dniu 23 września 2014 roku, Torrealba został wybrany na sekretarza generalnego Koalicji na rzecz Jedności Demokratycznej (MUD).